# Barva črte (mineralogija)
Barva črte, črta, včasih tudi barva prahu minerala je barva prahu, ki nastane, če se z mineralom podrge po neglazirani keramični ploščici. Za razliko od navidezne barve minerala, ki je pri istem mineralu lahko zelo različna, je barva finega prahu praviloma vedno enaka in je zato pomembno diagnostično orodje za identificiranje mineralov. Hematit na primer je lahko siv, črn ali rdečkast, črta pa je vedno rdečerjava. Če mineral za seboj ne pusti navidezno nobene sledi, se za njegovo črto reče, da je bela ali brezbarvna. Črta je še posebno pomembna pri diagnosticiranju motnih in obarvanih mineralov. Manj uporabna je za silikatne minerale, ki imajo večinoma bele črte in so pretrdi, da bi se z lahkoto uprašili. 
Navidezna barva minerala je lahko zelo različna zaradi sledov nečistoč ali motenj v makroskopski kristalni strukturi. Že majhne količine nečistoč, ki močno absorbirajo določene valovne dolžine svetlobe, lahko radikalno spremenijo valovno dolžino svetlobe, ki se odbija od površine minerala, zato se lahko spremeni tudi njegova barva. Če se mineral podrgne ob trdo podlago, se zdrobi v naključno orientirane mikroskopske kristale, zato majhne količine nečistoč nimajo posebnega vpliva na absorpcijo svetlobe.
Ploščica, po kateri se podrgne z mineralom, je praviloma iz neglaziranega porcelana. Če takšne ploščice ni pri roki, se namesto nje lahko uporabi neglazirano dno porcelanske vaze ali hrbtna stran okrasne keramične ploščice. Včasih se lahko črto laže ali bolj natančno opiše s primerjavo črte na drugi ploščici.
Ker je sled na ploščici v prah zdrobljen mineral, lahko črto naredijo samo minerali, ki so mehkejši od ploščice. V praksi to pomeni, da trdota minerala ne sme biti večja od približno 7 po Mohsovi lestvici. Za trše minerale se barvo prahu lahko ugotovi z drobljenjem majhnega vzorca na primer s kladivom, nastali prah pa se zatem razmaže po keramični ploščici. Večina trših mineralov ima belo črto, ki ni kdovekako uporabna.
Nekateri minerali imajo barvo črte podobno njihovi naravni barvi. Takšna sta na ptimer cinabarit in azurit. Nekateri minerali imajo zelo različne barve, na primer fluorit, ki ima vedno belo črto, čeprav je lahko škrlaten, moder, rumen ali zelen. Hematit, ki je na videz črn, ima vedno rdečo črto, galenit, ki mu je zelo podoben, pa vedno sivo črto. 